# Maurice Ndour
Maurice Daly Ndour (Sindia; 18 de junio de 1992) es un jugador de baloncesto senegalés. Con 2,06 metros de estatura y 2.23 de envergadura, juega en la posición de pívot. Actualmente forma parte de la plantilla del Pallacanestro Brescia de la Lega Basket Serie A.
Maurice Ndour es un jugador internacional con Senegal. Su formación baloncestistica es japonesa y estadounidense. Ndour es un jugador rápido, casi con movimientos de alero, buen reboteador y taponador aunque con escaso rango de tiro.

## Trayectoria deportiva

### Universidad
Este interior formado en la Universidad de Ohio, promedió 16,1 puntos, 8,4 rebotes, 2,1 tapones y 1,6 asistencias con un 45,6 % en triples en su año sénior, jugando en verano de 2015 la Liga de Verano de Las Vegas con los Knicks (9,6 puntos, 4,8 rebotes y 2 tapones).

### Europa
El pívot formó parte de la Selección de Senegal con la que disputó el Mundial de España. Tras una buena liga de desarrollo en verano de 2015 se incorporó a los Dallas Mavericks de la NBA, aunque no llegó a debutar con el equipo texano. Por sus características físicas, puede alternar las posiciones cuatro y cinco.
En diciembre de 2015, se convierte en nuevo fichaje del Real Madrid, que en ese momento tenía las bajas de Trey Thompkins y Andrés Nocioni. Termina la temporada en el equipo madrileño, aunque con escaso protagonismo.

### NBA
En julio de 2016 llegó a un acuerdo con los New York Knicks de la NBA. Durante la temporada 2016-17 disputaría algunos encouentros en los Westchester Knicks, equipo afiliado a los Knicks, así como en el primer equipo.

### Regreso a Europa
Tras su etapa en Estados Unidos, en noviembre de 2017 ficha por el UNICS Kazán ruso hasta el final de la temporada 2017-18, contrato que fue prorrogado por una temporada más, con opción a una tercera.
Al finalizar la temporada 2018-19 fichó por una temporada con el Valencia Basket.
En octubre de 2020, firma por el Lietuvos rytas de la Lietuvos Krepšinio Lyga.

### China
En enero de 2021, tras rescindir el contrato con Lietuvos rytas en el que promedia 17,4 puntos y 6 rebotes en la Lietuvos Krepšinio Lyga, firma por el Zhejiang Golden Bulls de la Chinese Basketball Association.

### Regreso a Lituania
En la temporada 2021-22, firma por el BC Rytas de la LKL.

## Estadísticas

### Temporada regular
| Año     | Equipo   | PJ | PT | MPP  | %TC  | %3P  | %TL  | RPP | APP | ROB | TPP | PPP |
| ------- | -------- | -- | -- | ---- | ---- | ---- | ---- | --- | --- | --- | --- | --- |
| 2016-17 | New York | 32 | 4  | 10.3 | .460 | .140 | .730 | 2   | .3  | .5  | .2  | 3.1 |
| Total   | Total    | 32 | 4  | 10.3 | .460 | .140 | .730 | 2   | .3  | .5  | .2  | 3.1 |